# Садовый (Киевское сельское поселение)
Садовый — хутор в Крымском районе Краснодарского края России. Входит в состав Киевского сельского поселения (в рамках административно-территориального устройства ему соответствует Киевский сельский округ).

## География
Расположен в юго-западной части региона, в пределах Прикубанской наклонной равнины.

## Население
| 1999 | 2002 | 2010 |
| ---- | ---- | ---- |
| 158  | ↘154 | ↗163 |

## Инфраструктура
Основа экономики — сельское хозяйство.

## Транспорт
Автодорога регионального значения 03 ОП РЗ 03К-283 «х. Павловский — х. Садовый».
Остановка общественного транспорта «Садовый».